# 川棚車站
川棚車站（日语：／ Kawatana eki */?）是位於日本長崎縣東彼杵郡川棚町，屬於九州旅客鐵道（JR九州）大村線的鐵路車站。

## 車站構造

### 站房
設有以水泥及木建成的單層站房一座，出入口及閘口均設於站舴中央位置，右側為候車大堂，設有四張木長櫈及飲品自動售賣機，左側為已停用的站務室，前方設有一部自動售票機；最左側現時由一間飲食店進駐，最右側為男、女獨立洗手間，但只能在月台方進入。
站房前端為車站廣場，設有的士站及階級形的休憩空間，亦另設有一座男、女獨立洗手間供站外人士使用。

### 月台配置
現時設有側式月台及島式月台各1個，但島式月台上的內側線道已被撤去，只保留外側月台仍然使用，月台編號也因而重新編排。島式月台外側亦設有保線用側線1條。
| 月台 | 路線    | 方向 | 目的地                     |
| ---- | ------- | ---- | -------------------------- |
| 1    | ■大村線 | 下行 | 大村、諫早、長崎方向       |
| 2    | ■大村線 | 上行 | 豪斯登堡、早岐、佐世保方向 |

## 車站周邊
- 國道205號
- 西肥自動車川棚巴士中心
- 川棚町役場
- 川棚郵局
- 川棚警署
- 長崎縣立川棚高等學校
- 長崎川棚医療中心

## 歷史
- 1898年1月20日：以九州鐵道（初代）長崎線沿線的車站之姿啟用。
- 1907年7月1日：收規國有。
- 1946年7月18日：車站轉移至現時位置。
- 1987年4月1日：正式民營化並進行分割，車站劃歸由九州旅客鐵道（JR九州）繼承。廢止貨物裝卸（大村線全線）。
- 2023年3月18日：降為無人站[1]。

## 使用人數
資料出自JR每年車站使用人數列表。
| 乘車人員推算 | 乘車人員推算 |
| 年度         | 1日平均人數  |
| ------------ | ------------ |
| 2000         | 1,025        |
| 2001         | 1,013        |
| 2002         | 977          |
| 2003         | 988          |
| 2004         | 1,000        |
| 2005         | 1,038        |
| 2006         | 1,026        |
| 2007         |              |
| 2008         |              |
| 2009         |              |
| 2010         | 1,040        |
|              |              |
| 2016         | 921          |
| 2017         | 931          |
| 2018         | 898          |
| 2019         | 878          |
| 2020         | 746          |
| 2021         | 704          |
| 2022         | 708          |
| 2023         | 726          |

## 相鄰車站
九州旅客鐵道
■大村線
■快速「濱海快線」
豪斯登堡－川棚－彼杵
■普通
小串鄉－川棚－彼杵

## 外部連結
- 川棚車站（JR九州） （日語）（页面存档备份，存于）